# LOL (^^,)
LOL <(^^,)> este un album de studio al muzicianului suedez Basshunter. A fost lansat la data de 28 august 2006 de către Warner Music Sweden. 

## Lista pieselor
| Nr. | Titlu                                                       | Lungime |  |
| 1.  | „Vi sitter i Ventrilo och spelar DotA”                      | 3:22    |  |
| 2.  | „Boten Anna”                                                | 3:29    |  |
| 3.  | „Strand Tylösand”                                           | 3:17    |  |
| 4.  | „Sverige”                                                   | 2:58    |  |
| 5.  | „Hallå där”                                                 | 2:38    |  |
| 6.  | „Mellan oss två”                                            | 3:58    |  |
| 7.  | „Var är jag”                                                | 4:01    |  |
| 8.  | „Utan stjärnorna”                                           | 3:51    |  |
| 9.  | „Festfolk” (2006 Remix)                                     | 4:01    |  |
| 10. | „Vifta med händerna” (Basshunter Remix) (Patrik och Lillen) | 3:11    |  |
| 11. | „Professional Party People”                                 | 3:09    |  |
| 12. | „I'm Your Basscreator”                                      | 5:25    |  |

| Bonus tracks |                                                           |         |  |
| Nr.          | Titlu                                                     | Lungime |  |
| 13.          | „Boten Anna” (Instrumental)                               | 3:20    |  |
| 14.          | „Vi sitter i Ventrilo och spelar DotA” (Extended Version) | 7:45    |  |

## Prezența în clasamente și certificări
| Țară (clasament)                                     | Poziția maximă |
| ---------------------------------------------------- | -------------- |
| Danemarca (Album Top-40)                             | 3              |
| Finlanda (Musiikkituottajat)                         | 4              |
| Suedia (Sverigetopplistan)                           | 5              |
| Austria (Ö3 Austria Top 40)                          | 12             |
| Norvegia (VG-lista)                                  | 19             |
| Statele Unite ale Americii (Dance/Electronic Albums) | 24             |
| Franța (SNEP)                                        | 51             |
| Țările de Jos (MegaCharts)                           | 66             |

| Țara      | Vânzări/ puncte | Certificare |
| --------- | --------------- | ----------- |
| Danemarca | 40,000          | 2× platină  |
| Finlanda  | 33,365          | Platină     |